# 深川車両基地
深川車両基地（ふかがわしゃりょうきち）は、東京都江東区にある、東京地下鉄（東京メトロ）の車両基地および車両工場の総称である。車両基地の深川検車区（ふかがわけんしゃく）、車両工場の深川工場（ふかがわこうじょう）から構成される。東西線の車両が所属している。
2009年（平成21年）度には行徳検車区が組織統合され、同車庫は深川検車区行徳分室となった。

## 概要
本車両基地は東西線車両の車両留置、検車区業務、工場検査業務を行う車両基地として設けられた。敷地は東西方向に細長く、約 860 m × 98 m の長方形をしている。最終計画では10両編成32本（320両）が留置可能な車両基地とした。しかし、将来の車両増備にはなお不足が生じることから、同時に下妙典留置線（当時）を設置した。
車両基地は越中島貨物駅に近接しており、基地用地は東京都が所有していた江東区営野球場および東京都港湾局が管理していた運河を譲り受けて取得した。
車両基地の建設にあたり、貯木場を兼ねていた運河は埋め立てられた。このため敷地は軟弱地盤であり、地盤沈下対策として路面より1.67 m の盛土を行った。盛り土は、東西線大手町、日本橋、茅場町付近の建設工事で発生した残土を、当車両基地用地まで運搬して使用した。盛土量は 13万7,000 m3 にも及ぶものである。しかし、車両基地発足後も予想を大きく超える地盤沈下が発生し、何度か作業場の改修・改良工事を行われている。
東京メトロの他の車両工場では、一つの工場で複数の路線の車両の保守整備を行なっている事例がほとんどであるが、深川工場では東西線の車両のみ保守整備を行なっており、東京メトロの車両工場では唯一1路線の車両のみ取り扱っている。

### 本検車区の発足まで
東西線の検査業務は、最初の開業時には本格的な車両基地がなく、九段下駅付近に設置した側線を飯田橋検車区と称し、検査業務を行っていた（本検車区発足前は、飯田橋検車区の項目を参照）。さらに中野駅延伸後は、国鉄の三鷹電車区（現・JR東日本・三鷹車両センター）内に飯田橋検車区三鷹出張所を設置し、毎日検査と新車の受取検査を実施していた。車両数に対して、車両基地の収容数は大幅に不足しており、一部車両は豊田電車区（現・JR東日本豊田車両センター）に留置していた。中野駅終端部にあるY字形の引き上げ線においても、1966年（昭和41年）3月 - 1967年（昭和42年）9月まで検査線として使用していた。
東西線車両の定期検査（重要部検査・5000系1次車18両）は1966年（昭和41年）2月 - 5月に日比谷線の千住工場において実施をした。さらに同車両基地の拡張工事により、1967年（昭和42年）4月から翌1968年（昭和43年）3月にかけて竹ノ塚検車区で検査を実施した（7両編成22本・154両）。これは帝都高速度交通営団（当時の営団地下鉄）では他に検査ができる施設がないためであった。
検査を実施するため、中央線と山手線経由（豊田または三鷹→新宿経由品川→上野）で常磐線に入り、さらに北千住から東武伊勢崎線（当時、常磐線と伊勢崎線の線路は構内で接続していた）を経由し、折り返しのため草加まで下ってから、千住工場のある日比谷線南千住まで自力回送した（出場時は逆の経路となる・竹ノ塚検車区の入出場は草加を経由しない）。
深川検車区の発足により飯田橋検車区は廃止され、深川工場の発足により国鉄線経由での検査回送は廃止されている。
注：当時の法定検査周期は重要部検査が1年6か月または走行距離25万km以内、全般検査は3年以内と、現在よりも大幅に短かった。

## 深川検車区
主な業務は、東西線用車両の列車検査・月検査と営業線対応（故障対応・修繕対応）、車両清掃等である。過去には構内に車輪転削盤が設置されていたが、2013年（平成25年）11月より車輪転削は行徳分室で行っている。
出入庫線（後述の深川車庫線）は2線あり、31・32番線が割り振られており（いずれも南側から若い番号）、直進すると車両洗浄装置が1基あり、さらに奥の新検査庫（34・35番線）に繋がる。新検査庫は2017年（平成29年）5月に完成したもので、34・35番線のうち34番線は主に列車検査、35番線は月検査に使用される。34番線入口部には台車下降装置があり、台車、主電動機の修繕等に対応できる。列車検査は34番線のほか、検査庫内の21 - 23番線や屋根上点検台のある1・2・7・8番線が使用される。
構内は南側から1 -　13番線まで10両編成1本を収容できる留置線があり、これらは着発収容線方式で、奥にある27番線で折り返して構内の入れ換えができる。続く14 - 19番線は1線に10両編成2本が収容できる長さを持っており、東側が14A - 19A番線、西側が14B - 19B番線に分かれている。最も北側にある47番線は工場線（または試運転線）となっている。このうち、1・2番線間と7・8番線間には屋根上点検台があり、列車検査に対応している（前述）。
前述の1 - 13番線の西側に旧検査庫（21 - 23番線）が残されており、現在は改造工事や修繕工事に使用される。21 - 23番線（21番線は気吹線、22・23番線は検査線）、隣に車輪転削盤跡と24番線（旧 転削線）跡を挟み、手洗浄作業台のある25・26番線、構内入れ換え用の27番線がある。旧検査庫は10両編成3本が収容可能で、2本の検査ピットのほか、1本の気吹線を備えており、気吹線の終端側には小修理場として臨時修繕等に対応したリフティングジャッキが設置されている。
当車両基地完成当初の南側の出入庫線付近は、国鉄越中島貨物駅に繋がる30番線や旧検査庫の南側に33・34・35・20番留置線が設けられていた。現在は保守用機材線（保守機械留置）や新検査庫の一部となっている。このため、一部の番線は欠番となっている。

### 配置車両
東西線の全車両が配置されている。
- 05系電車
  - 2018年4月時点では10両編成30本、計300両が配置されている。
- 07系電車
  - 10両編成6本、計60両が配置されている。和光検車区（有楽町線）から転属した。
- 15000系電車
  - 10両編成16本、計160両が配置されている。

### 過去の配置車両
- 5000系電車
  - 飯田橋検車区または本検車区に新製配置された車両と綾瀬検車区から転属した車両が存在した。2007年（平成19年）までに廃車（一部は綾瀬検車区に転属）となった。

その他、6000系の1次・2次試作車は当初は本検車区に配置され、東西線で走行試験を行った。また、半蔵門線用として新製された8000系も一時的に配置されたことがある。これは当時、05系電車がまだ設計中の段階であり製造に至っていなかったことから半蔵門線延伸用として製造していた3編成が冷房準備車として当基地に配属された。当車両基地で冷房改造を施工し、05系が新製配属されると予定通り半蔵門線へ配属された。

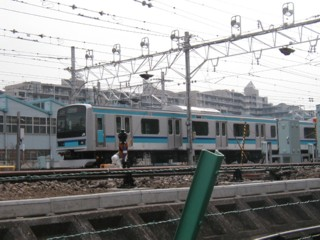
営業運転開始前の2003年3月に入線したE231系800番台
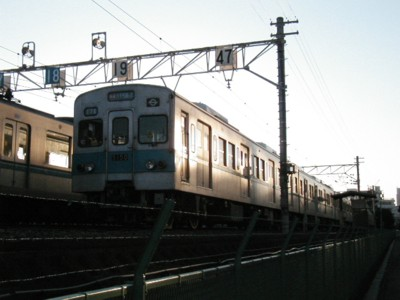
公道側から見て、手前の2線には工場入場車が留置される。写真は5000系アルミ試作車(90F)最後の定検入場時のもの。
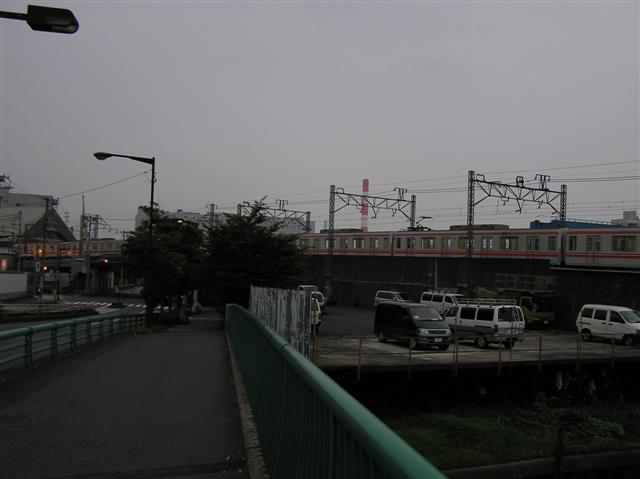
出庫する東葉高速2000系。画面右が深川検車区、左側に進むと東陽町駅へ至る。
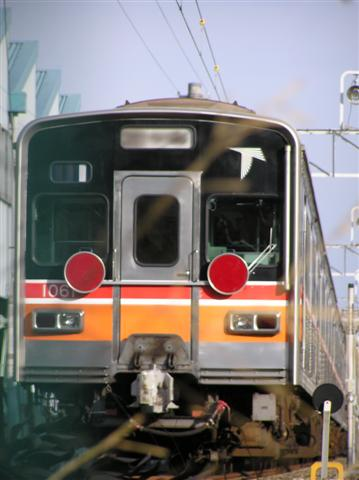
裏側の留置線。

また隣接地には東京メトロ社員向けの福利厚生スポーツ施設である東京メトロ総合運動場や東京メトロ体育館が所在する。施設に面した明治通り上には都営バスの「東京地下鉄総合運動場前」バス停があり、これらの施設の最寄り交通機関となっている。

## 深川工場

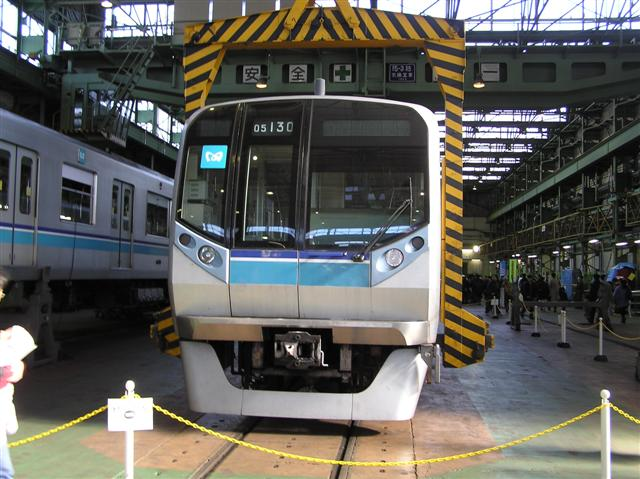
工場内の様子（一般公開時に撮影）

深川工場は1968年（昭和43年）4月に、東西線の工場業務担当職場として建設された。工場設備は、各職場を分散配置から1つの建屋に収めたり、車体職場は横置きから縦置きにするなど、合理的な配置が採られている。
東西線に所属する車両（520両）の重要部検査・全般検査・臨時検査（新車到着検査、改造工事完成検査等）及び大規模改修工事等（B修工事）を行う。東葉高速鉄道に所属する車両（110両）についても、同社からの委託により重要部検査・全般検査を行っている。工場では年間150両 - 160両（15 - 16編成）の検査を行っている。
構内は40・43番線（屋外留置線）、41・42番線（車体更新修繕場）、44番線（工場入出場線）、45番線（気吹ピット）、46番線（整備ピット）、47番線（試運転線）のほか、19A番・19B線が工場線として使用される。検査時は10両編成を3両 - 2両 - 3両 - 2両の4回に分けて入場・整備を行う。入場時は整備ピットとなる46番線で車両の分割を行い、検査車両は気吹ピットの45番線（3両に対応した72 m長）で床下機器の洗浄作業を実施、その後44番線から車体職場のある工場内に入場する。入出場車両は自走ができないため、車両移動機（アント）を使用して移動させる。車体職場の手前には1.5 m長のプラットホームがあり、3両入場の場合は中間車1両と両端2両のドア1か所がかかるように停車させ、車内座席シートの搬出が行われる（出場時は搬入）。
車体職場では天井クレーンを使用して車体と台抜き（台車取り外し）され、車体は仮置き台（架台）に置き、整備や機器の取り外しが実施される。出場時は入場とは逆の手順で台入れ（台車入れ）が行われ、車両は整備ピットとなる46番線内で順次編成が組まれ、編成完了後は総合検査を実施する。その後、構内試運転、本線試運転を経て検査完了となる。
業務は東京地下鉄直営のほか、一部は協力会社としてグループ会社のメトロ車両や原田工業に委託している。また、電動機、パンタグラフ、戸閉装置、空気圧縮機などの検査は、メトロ車両千住総合事業所に運搬して整備を行っている。
1981年（昭和56年）3月には車体更新修繕場が完成し、5000系車両の更新工事（B修工事やC修工事）の施工や冷房装置取付け工事、同車の東葉高速鉄道1000形への改造実績がある。民営化後も、05系のC修工事・冷房装置更新や、有楽町線から転属した07系の改造工事などが実施された。車体更新修繕場は最大6両が収容可能で、約半年間の工期でリニューアル工事が実施される。

### 担当車両
- 05系電車
- 07系電車
- 15000系電車
- 東葉高速鉄道2000系電車

### 過去の担当車両
- 東葉高速鉄道1000形電車
- 5000系電車
  - 東西線所属車両の定期検査入場は、2003年（平成15年）4月17日に出場した5809Fが最終となった。それに際してヘッドマークが作成されており、2007年の一般公開時に展示された。なお、2006年（平成18年）11月18日に5950Fが入場した。

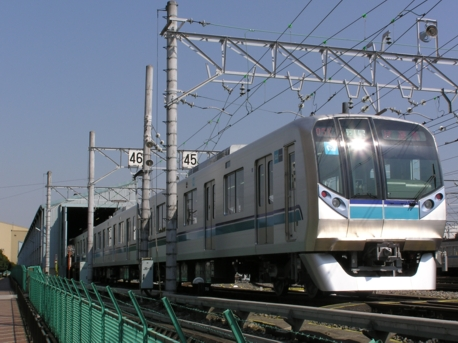
新車の整備(05-143F) 運行番号がK（JR車の運用）となっている
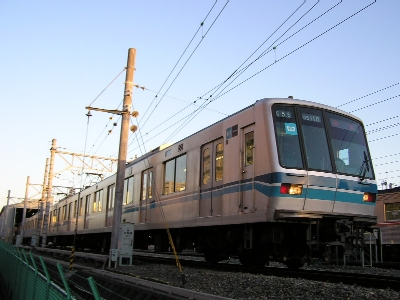
定検入場中の05系 工場内から出て来た所 前照灯と尾灯の両方が点いている
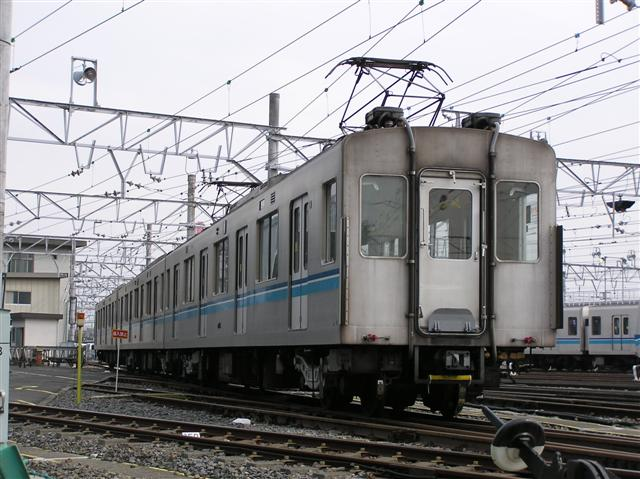
編成を分割して移動中の05系
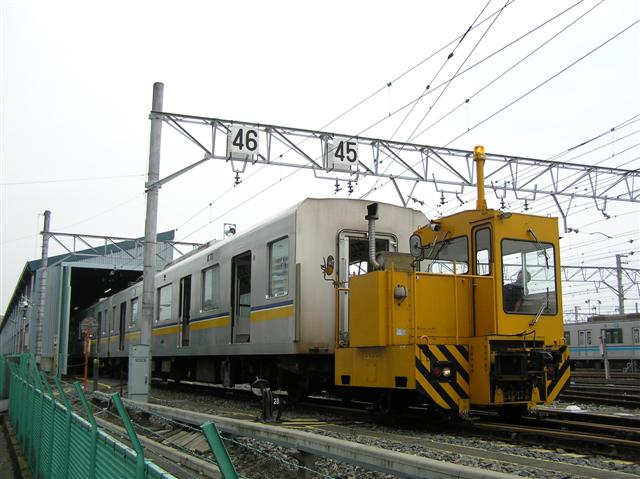
牽引車に牽引される07-203と07-303 画面中央に見える手動転轍器は工場内での車両入換えに使用される。
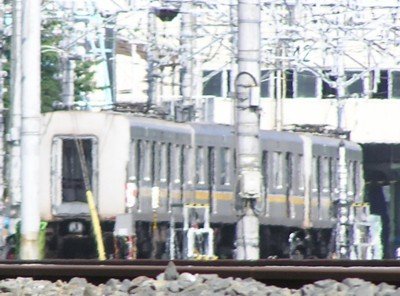
一時的に冷房装置がなくなっている07-103Fの一部車両。
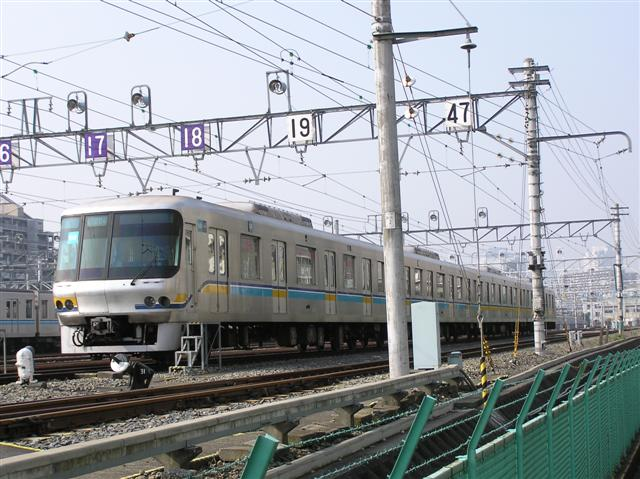
104 - 504 - 604 -004 (CT-Tc-Tc-CT)の4両で留置中の07-104F

## 沿革（深川工場を含む）
- 1964年（昭和39年）12月3日 - 深川車両基地の建設工事に着手[4]。
- 1967年（昭和42年）9月14日 - 深川検車区発足[4]。
- 1968年（昭和43年）4月1日 - 深川工場発足[4]。
- 1981年（昭和56年）3月 - 深川工場車体更新修繕場完成[21]
- 1997年（平成7年）3月 - 行徳検車区より車輪転削業務を移管[22]。
- 2002年（平成14年）6月 - 行徳検車区より車両清掃を移管[22]。
- 2009年（平成21年）4月1日 - 行徳検車区を統合し、深川検車区行徳分室とする。
- 2013年（平成25年）11月 - 車輪転削業務を再度行徳分室に移管[11]。
- 2017年（平成21年）5月19日 - 深川検車区内に新検査庫が完成[12]。

## 位置

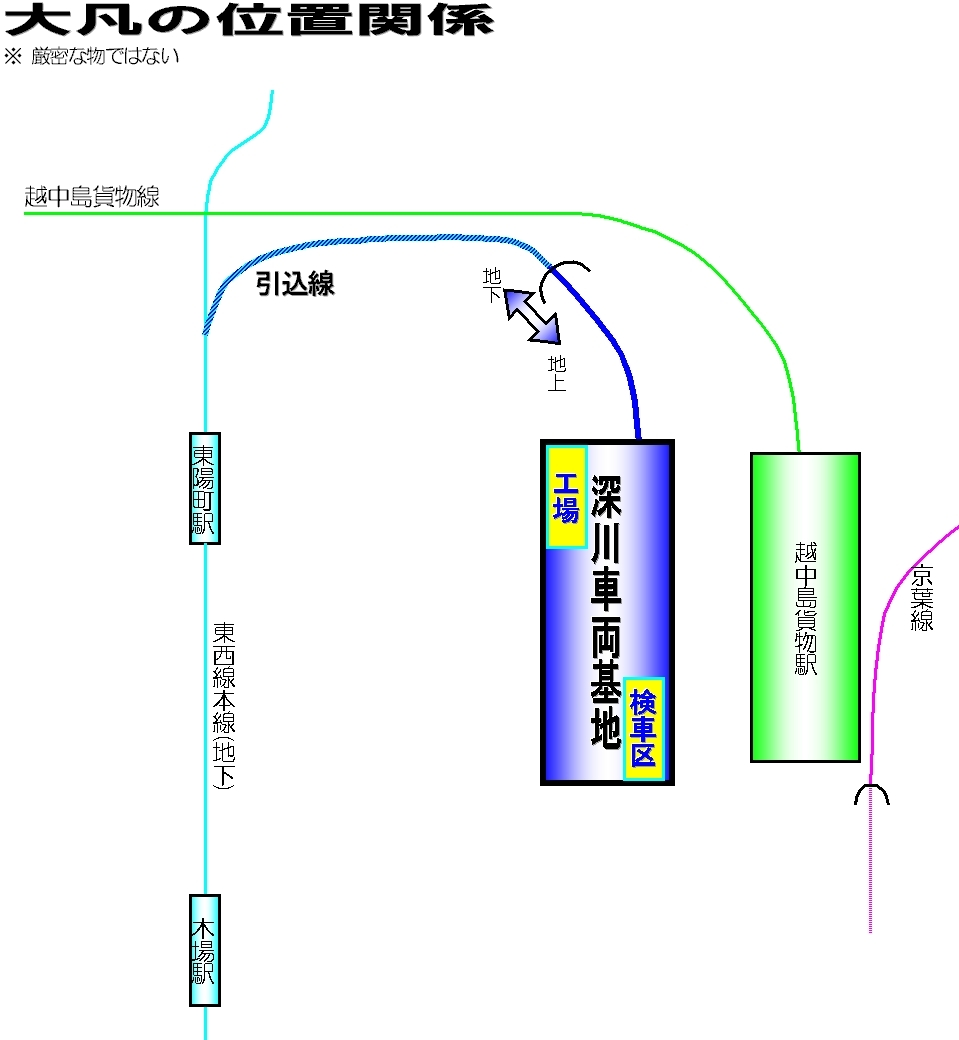
深川車両基地の位置関係（概略図）

東京都江東区塩浜に位置する（この地域は旧区名から深川と呼ばれる）。
検車区の南側には総武本線越中島支線の越中島貨物駅がある。かつては敷地がほぼ隣り合っており、貨物駅からの連絡線が存在し、ほど近い汽車製造東京製作所（江東区南砂、小名木川駅から接続していた）で新製された5000系と6000系試作車の搬入に使用されたこともあった。その後、1990年代に越中島貨物駅の敷地が縮小されたため、現在は検車区との間に住宅やジェイアールバス関東東京支店などを挟む形となっている。また、そのさらに南側には京葉線の新東京トンネル出口（位置としては越中島駅 - 潮見駅間）が位置している。
当車両基地は東西方向に伸びていて、深川車庫線は東陽町駅から南へ180°曲がって来るため、本線上とは車両の向きが逆になっている。構内の東側に工場、西側に検車区があり、工場は東陽町駅前交差点を南下した地点にあるが、検車区は木場駅からともほぼ同じ位の距離か、むしろ同駅からの方が近い。
なお、地形がわずかに傾いているため、工場側ではほぼ地面と同じ高さであるが、検車区側ではやや地面より高くなっている。

### 深川車庫線
深川車庫線は、東陽町駅付近東側にある地上部の都営南砂住宅付近（東京地下鉄道東西線建設史では、当時あった汽車製造東京製作所と書かれている）から深川車庫に至る約 1.1 km（地下部は約0.7 km ・地上部は約0.4 km）の複線構造の入出庫線である。東西線からの分岐部には、半径120 m の急曲線や、地下から地上部へのアプローチ部には上り40 ‰ の勾配がある。総武本線越中島支線に沿って南下する。
車両基地の手前で地上に出ると塩浜通りを「南砂町第一架道橋」でオーバーパスし、汐浜運河を橋梁で渡って深川車両基地に至る。また、深川車両基地から東に向かって保線機材線があることから、汐浜運河橋梁は深川車庫線2線と保線機材線の3橋梁構成となっている。保線機材線は、深川車両基地の東側にある東西線信通区、東西線工務区の施設に繋がっている。
地下区間・地上区間とも軟弱地盤構造であることから、地下区間ではイコス工法（当時津覇車輌工業があった 50 m のみ）や地上からケーソンを埋め込む潜函工法（384.5m・潜函12基を埋め込み）を採用して施工した。地上区間では、南砂町第一架道橋および汐浜運河橋梁の橋台基礎部に、大径鋼管ぐい（太さ 1,000 mm ・長さ 40 m）を使用するなど特殊工法を採用した。建設時には、越中島支線が潜函工事に支障することから、線路の移設工事が行われた。

## 一般公開
本車両基地は、一般公開されたことがある。
- 営団時代に東西線単独のイベントとして事前応募定員制で公開されたことがある。
- 2005年（平成17年）1月22日
  - 東西線開通40周年及び妙典駅開業5周年を記念して公開された[24]。
- 2007年（平成19年）1月27日
  - 東西線5000系がまもなく営業を終了するのを記念して公開された[25]。

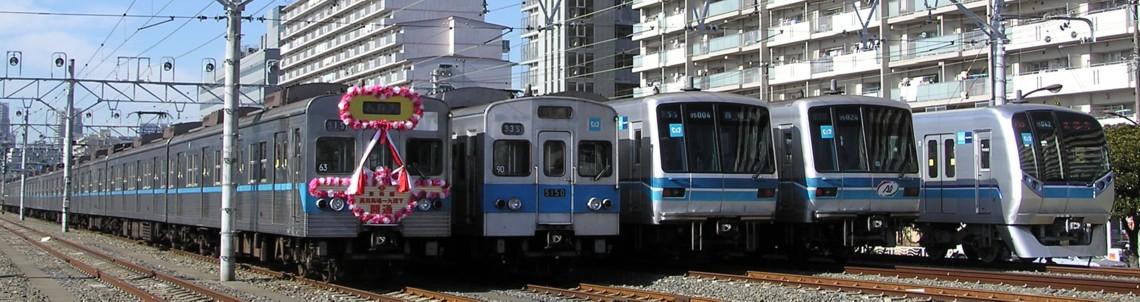
2005年の撮影会。左から順に、5000系ステンレス車（開業時の装飾を再現）、同アルミ試作車、05系初期車、同アルミリサイクルカー、同A-train。
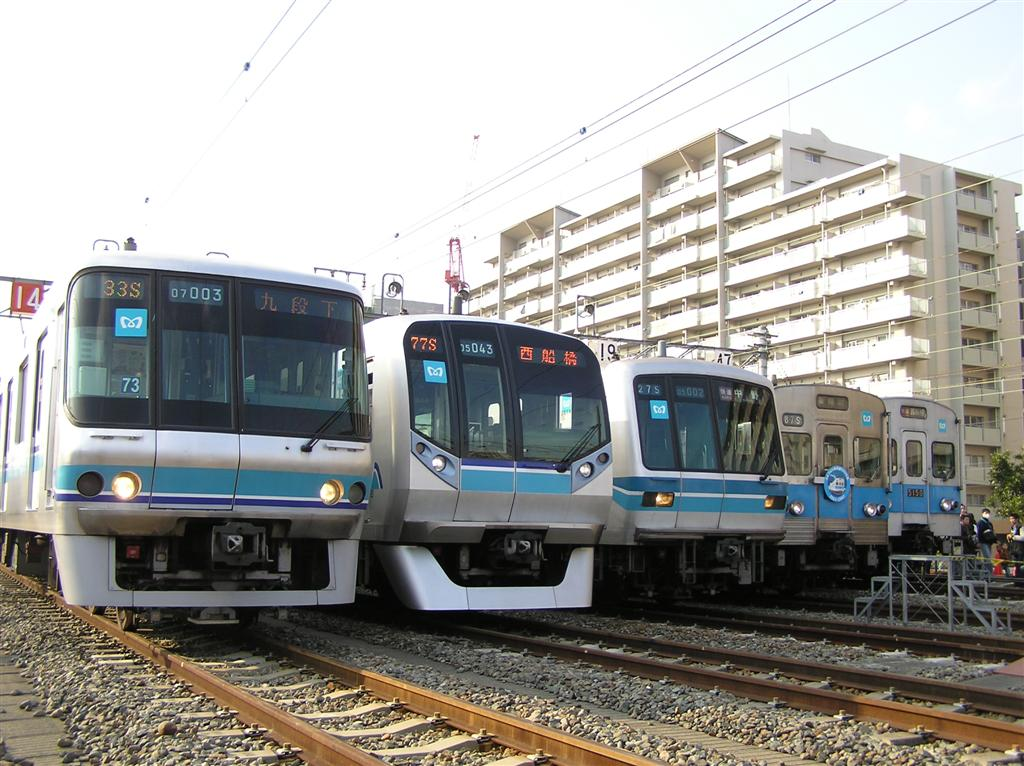
2007年の撮影会。左から07系、05系A-train、同初期車、5000系ステンレス車、同アルミ車。